# Podwargany
Podwargany – dawny zaścianek. Obecnie część wsi Wargany na Białorusi, w obwodzie witebskim, w rejonie dokszyckim, w sielsowiecie Porpliszcze.
Dawniej samodzielna miejscowość.

## Historia
W czasach zaborów w gminie Głębokie, w powiecie dzisieńskim, w guberni wileńskiej Imperium Rosyjskiego.
W latach 1921–1945 zaścianek leżał w Polsce, w województwie wileńskim, w powiecie dziśnieńskim, w gminie Głębokie, następnie w gminie Porpliszcze.
Według Powszechnego Spisu Ludności z 1921 roku zamieszkiwało tu 17 osób, 11 było wyznania rzymskokatolickiego, 6 prawosławnego. Jednocześnie 10 mieszkańców zadeklarowało polską przynależność narodową, 7 białoruską. Było tu 5 budynków mieszkalnych. W 1931 w 7 domach zamieszkiwało 27 osób.
Wierni należeli do parafii rzymskokatolickiej w Zaszcześlu i prawosławnej w Porpliszczu. Miejscowość podlegała pod Sąd Grodzki w Dokszycach i Okręgowy w Wilnie; właściwy urząd pocztowy mieścił się w Porpliszczu.
W wyniku napaści ZSRR na Polskę we wrześniu 1939 miejscowość znalazła się pod okupacją sowiecką. 2 listopada została włączona do Białoruskiej SRR. Od czerwca 1941 roku pod okupacją niemiecką. W 1944 miejscowość została ponownie zajęta przez wojska sowieckie i włączona do Białoruskiej SRR.
Od 1991 w składzie niepodległej Białorusi.